# Шимніку-де-Сус
Шимніку-де-Сус (рум. Șimnicu de Sus) — село у повіті Долж в Румунії. Входить до складу комуни Шимніку-де-Сус.
Село розташоване на відстані 182 км на захід від Бухареста, 7 км на північ від Крайови.

## Населення
За даними перепису населення 2002 року у селі проживали 209 осіб.
Національний склад населення села:
| Національність | Кількість осіб | Відсоток |
| -------------- | -------------- | -------- |
| румуни         | 203            | 97,1%    |
| цигани         | 6              | 2,9%     |

Рідною мовою назвали:
| Мова      | Кількість осіб | Відсоток |
| --------- | -------------- | -------- |
| румунська | 203            | 97,1%    |
| циганська | 6              | 2,9%     |